# Nadine Chandrawinata
Nadine Chandrawinata (Hannover, 8 mei 1984) is een Indonesisch model, miss en actrice.
Ze is geboren als dochter van een Duits-Javaanse moeder en een Chinees-Indonesische vader. Op driejarige leeftijd verhuisde ze met haar familie van Duitsland naar Jakarta waar ze verder opgroeide. Ze is getrouwd en heeft een tweeling, Marcel en Mischa.
In 2005 kreeg ze bekendheid doordat ze bij een schoonheidswedstrijd werd verkozen tot Miss Indonesia 2005. Er kwam hier wel enige kritiek op omdat sommigen vonden dat zij vanwege haar veelzijdige afkomst te weinig echt Indonesisch zou zijn.
Nadine Chandrawinata deed in 2006 mee aan de verkiezingen voor Miss Universe 2006. Zij vertegenwoordigde haar land bij deze verkiezingen en poseerde onder meer in zwemkleding, wat ertoe leidde dat een moslimextremistische groepering een klacht over haar indiende bij de politie. Eind juli 2006 werd dit wereldnieuws omdat zij tot zes jaar gevangenisstraf riskeert indien de klacht gegrond wordt geacht.

## Filmografie
- Realita, Cinta dan Rock'n Roll (2006)
- Mati suri (2009)
- Bidadari-Bidadari surga (2012)

- Foto's van Nadine Chandrawinata

- International Standard Name Identifier: 0000 0003 9594 0160
- Nederlandse Thesaurus van Auteursnamen: 308053036
- Virtual International Authority File: 290806325